# Mummel
Mummel (lub Mumel) – niewielkie jezioro (ok. 0,3 ha), położone w północnej części Olsztyna w Jakubowie (osiedle Wojska Polskiego) w sąsiedztwie Stadionu Leśnego. Na jeziorze znajduje się wyspa o powierzchni ok. 60 m².